# Астурлеонский язык
Астурлео́нский язык (астур. asturianu, llionés, asturllionés, bable, estremeñu, montañés, mirandés) — диалектный континуум в Иберии (Испания и Португалия), принадлежит к иберо-романской подгруппе романской группы языков индоевропейской семьи.
Астурлеонский язык — обобщающее название для романских идиомов общего корня, употребляемых на территории Астурии, а также Кастилии и Леона. Носители, как правило, используют собственные названия — астурийский (реже — «бабле») — в Астурии, леонский — в Кастилии и Леоне (реже — областные наименования «кабрейрес» и «паюэсу») и мирандский — в Португалии (округ Миранда-ду-Дору).
Рассматривается как самостоятельный язык, как группа (обычно выделяют три) родственных языков, или как диалект либо же группа диалектов испанского языка — последняя точка зрения, ранее общепринятая, с конца XX века встречается все реже.

## Лингвогеография / Современное положение

### Ареал и количество носителей
Точное количество носителей не известно. Как первым либо вторым языком астурлеонским владеют около 550 тыс. человек в Испании (провинции Астурия, Леон, Самора, Кантабрия, север Эстремадуры) и Португалии (Миранда-ду-Дору). Однако в городах этих регионов доминирует испанский или португальский язык, и астурлеонские говоры употребляются преимущественно в сельской местности.

### Социолингвистические сведения
Ни один из вариантов астурлеонского не является официальным языком в Испании. В Астурии «астурийский язык или бабле» признан существующим и подлежащим защите. С 1984 года он преподается в школах (факультативно) и на филологическом факультете университета в Овьедо) В автономной области Кастилия и Леон «леонский язык» (lengua leones) также признан языком, подлежащим особой защите. Преподается в некоторых школах факультативно. В Эстремадуре и Кантабрии местные варианты астурлеонского языка никакого статуса не имеют. Мирандский диалект в 1998 году признан официальным языком в Португалии под названием «мирандский язык»
В последней четверти XX века наблюдался значительный подъем интереса к астурлеонскому языку во всех его разновидностях. Несмотря на ощутимое вытеснение его испанским в качестве разговорного, появилось большое количество литературных произведений, многочисленные организации, ставящие себе целью его защиту и развитие. Язык, особенно в Астурии, активно употребляется на фолк- и рок-сцене.

### Диалекты
Разделение астурлеонского языка на диалекты не совпадает с его разделением на три литературных варианта (астурийский, леонский и мирандский) поскольку границы между ними скорее политические, чем лингвистические. В Астурии традиционно выделяется три говора — центрально-астурийский (бабле), восточно-астурийский и западно-астурийский. Первые два продолжаются на территории Леона и Кастилии в виде местных говоров «паюесу», «кабреис» и некоторых других. Особняком стоит мирандский диалект, на который повлияло многовековое развитие в португалоязычной среде. Кроме того, особое место занимают переходные говоры — кантабрийский (сочетает старокастильские и астурлеонские особенности), эстремадурский (переходный от астурлеонского к андалусскому наречию) и эонавьего (переходный к галисийскому языку). Диалекты близки, и, в целом взаимопонятны.

## Письменность
В настоящее время существует две относительно стандартизированных формы астурлеонского языка — астурийская и мирандская, и несколько письменных форм без выработанных правил — западно-астурийская, леонская, верхне-эстремадурская, кантабрийская. Написание может существенно отличаться. Для всех форм, кроме мирандской адаптирован испанский алфавит, мирандская письменная норма развивается под сильным влиянием португальского языка.
Литературные произведения на различных астурлеонских говорах известны с позднего Средневековья. Большинство из них написаны на «бабле». Единой орфографической нормы, равно как и названия языка не существовало, нередко использовались узко-областные названия. После отказа от политики насильственной кастильянизации Испании в годы демократических преобразований возникли различные организации, ставящие своей целью защиту астурлеонского языка. Наиболее активно они действовали в Астурии, где уже в 1974 году возник «Совет бабле» (Conseyu Bable), на базе которого в 1980 году была создана Академия астурийского языка. Плодом её деятельности стало издание орфографической нормы астурлеонского языка на территории Астурии (под названием «астурийский язык»). После этого литература на астурийском языке пережила значительное оживление, было издано (и продолжает издаваться) значительное количество литературы, как оригинальной, так и переводной. Возрождение литературной традиции на астурийской языке получило название «Сурдьмьенту» (El Surdimientu). Наиболее значительные писатели — Мануэль Асур, Шуан Бейо, Мария Хосефа Канеяда. Были выпущены также первые переводные произведения. Создана Википедия на астурийском языке (также содержит статьи на леонском языке).
Одним из первых произведений на леонском варианте астурлеонского языка (леонском языке) были «Cuentos en dialecto Leones» Каэтано Альвареса Бардона. В округах Леон и Самора провинции Леон и Кастилия со второй половины XX века также заметен подъем интереса к местным астурлеонским говорам, однако их носители как правило не желают использовать астурийскую норму, пытаясь выработать собственный литературный стандарт. В астурийской Википедии статьи написанные на «леонес» выделяются в отдельную категорию.
Подъем интереса к мирандскому языку в Португалии привел к признанию его официальным наряду с португальским в округе, где он исторически употребляется. В настоящее время он в обязательном порядке преподается в школах, выпущены первые оригинальные литературные произведения, создан соответствующий сегмент Википедии.

## История изучения
Исследования испанского лингвиста Менендеса Пидаля и его последователей показали, что астурлеонские говоры не являются «искажением» испанского языка, но развились напрямую из романского наречия, употреблявшегося в Средние Века в Королевстве Леон. Самым ранним документом, содержавшим некоторые астурлеонские признаки, предположительно является Nodicia de Kesos, хотя идентичность его языка оспаривается. Документом с несомненными следами астурлеонского языка являются письменные «фуэрос» (вольности), предоставленные королём Альфонсо VIII городу Авилесу в 1155 году.
Эти говоры народной латыни, в свою очередь восходят к наречиям романизированных кельтских народностей Севера Испании.
В XII—XIII веках архаичный вариант астурлеонского языка довольно активно использовался в юридической документации королевства Леон. Но после объединения Леона и Кастилии, астурлеонский язык вытесняется как письменный на периферию, и до конца XIX века письменные его памятники носят случайный характер.

## Лингвистическая характеристика

### Гласные
| Подъём  | Ряд      | Ряд     | Ряд    |
| Подъём  | Передний | Средний | Задний |
| ------- | -------- | ------- | ------ |
| Верхний | i        |         | u      |
| Средний | e        |         | o      |
| Нижний  |          | a       |        |

### Согласные
|                           | губные | зубные | альвеолярные | палатальные | велярные |
| ------------------------- | ------ | ------ | ------------ | ----------- | -------- |
| смычные                   | p      | t      | t            | tʃ          | k        |
| сонорные                  | b      | d      | d            | ʝ           | g        |
| фрикативные               | f      | θ      | s            | ʃ           |          |
| носовые                   | m      |        | n            | ɲ           |          |
| латеральные аппроксиманты |        |        | l            | ʎ           |          |
| дрожащие                  |        |        | r / ɾ        |             |          |

### Ударение
Ударение в астурлеонском языке силовое, может падать на третий, второй и первый слог.

### Отличия от испанского языка
- сохранение астурлеонским начальной латинской -f-, превратившейся в испанском в немую -h- facer (исп. hacer), falar (исп. hablar), fame (исп. hambre) и мн. др.
- палатальное -y- заместило латинское -ly- и -cl-, в противоположность кастильскому диалекту, где на их месте возникла -j- oveya (исп. oveja), muyer (исп. mujer) и др.
- возникновение глухой /š/ (графически -x-), которая в кастильском эволюционировала в глухую велярную /x/ (baxu (исп. bajo), xuntu (исп. junto) и др.
- палатализация начальной латинской -l- lluna (исп.luna), llingua (исп. lengua) и др.
- потеря согласных -br- в сочетаниях с -m, n- home (исп. hombre), nome (исп. nombre)
- Последовательный переход концевого -o- в -u- friu (исп. frio), cielu (исп. cielo), mundu (исп. mundo) и т. п.

### Морфология
В словообразовании преобладает суффиксация. Наиболее часто используются суффиксы au, ada. Одним из характерных морфологических отличий астурлеонского языка от испанского является образование диминутивной формы — при помощи суффикса -in- (в астурийском диалекте) и при помощи суффикса -ico- в леонском и мирандском диалектах. — в противоположность испанскому -ito-.( Языки мира. Романские языки — Москва, 2001, Academia) Другой особенностью, сохранившейся только в астурийском диалекте, является окончание множественного числа существительных женского рода — -es- в отличие от испанского -as-.

### Грамматика
Одна из характерных особенностей грамматики астурлеонского языка, отличающая его от кастильского, — окончание третьего лица единственного числа глагола ser (быть) -ye в отличие от испанского -es.

### Лексика
Большая часть словарного состава астурлеонского языка восходит к пиренейской латыни и в целом совпадает с таковой в испанском языке. Множество заимствований из испанского, в случае с мирандским диалектом — из португальского языка. На бытовом уровне астурлеонский язык имеет значительный пласт лексики, отсутствующей в испанском языке. Частично она связана с вестготским суперстратом и кельтским субстратом. Среди наиболее характерных астурлеонских лексем — gueyo (исп. ojo), guelu (исп. abuelo), esguil (исп. ardilla) и мн. др. Существуют словари для различных разновидностей астурлеонского языка.

## Пример текста
Отрывок из «Маленького Принца» А. де Сент-Экзюпери, переведенного на различные варианты астурлеонского языка.

### На астурийском
¡Ah, principín! Pasu ente pasu fui enterándome de que la to vida yera de lo más murnio. En munchu tiempu nun tuvieres otra diversión que ver atapecer el sol. Dime cuenta d’ello al cuartu día cuandu me dixisti pela mañanina: ¡Cómu me presten les atapecíes!

### На западно-астурийском (эонавьего)
Ah, meu Principín! Así fun comprendendo pouco a pouco el que era a túa vida señardosa. Durante muito tempo non tiveras outra distracción que as postas de sol. Al cuarto día enteireime dun novo detalle condo me dixiche: Préstanme as postas de sol.

### На леонском
¡Ah, prencipicu!, asina cumprendí, puoco a puoco, la túa pequeiña vida melancólica. Por mueitu tiempu nu tuvisti por distraición outra cousa que’l dulzor de las rubianas. Percatéime d’este ñuevu detalle’l cuartu día a la meñana, cuando me dixisti: Préstanme mueito las rubianas.

### На мирандском
Ah! Princepico, antendi als poucos la tue bidica triste. Durante muito tiempo, nun tubiste outra cousa que l ancanto de la çpousta de l sol para te çtraires. Soube-lo a la purmanhana de l quarto die, quando me deziste: Gusto muito de las çpoustas de l sol.

### На испанском
¡Ah, principito! Así, poco a poco, comprendí tu pequeña vida melancólica. Durante mucho tiempo tu única distracción fue la suavidad de las puestas del sol. Me enteré de este nuevo detalle en la mañana del cuarto día, cuando me dijiste: Me encantan las puestas del sol.